# Colegio Madrid
El Colegio Madrid es un centro educativo de la Ciudad de México, fundado en 1941 para los hijos de españoles republicanos exiliados en México tras la Guerra Civil Española.

## Historia
El colegio fue fundado gracias a los fondos de la Junta de Ayuda a los Republicanos Españoles (JARE). Desde un comienzo permitió cubrir las necesidades educativas de los hijos de los refugiados españoles en México, familias que se encontraban en una mala situación económica, proporcionando además gratuitamente manutención, ropa y transporte a los alumnos. 
Inicialmente el Colegio Madrid sólo impartía educación primaria y los alumnos podían pasar una vez finalizada esa etapa al Instituto Luis Vives, también vinculado en sus orígenes al exilio español. El profesorado estaba compuesto principalmente por maestros republicanos exiliados. En 1950 el colegio incorporó secciones de educación secundaria y preparatoria (bachillerato), alcanzando notoriedad como institución educativa en la Ciudad de México.
El Colegio Madrid continuó funcionando como institución educativa después de cumplir su objetivo de proporcionar educación a los hijos de refugiados españoles. En 1973 se creó la "Asociación Civil Colegio Madrid" que entre sus objetivos se declaraba comprometida con la obra cultural del exilio español al servicio de la comunidad mexicana. Fue fundado en 1941 en la Ciudad de México por el gobierno de la Segunda República Española en el exilio para atender a la niñez proveniente de la guerra civil Española.

## Egresados
- Juan Villoro (Escritor y periodista)
- Carlos Cuarón (Cineasta)
- Alfonso Cuarón (Cineasta)
- Jonás Cuarón (Cineasta)
- Manuela "Nelly" Dutrem Sites (Medico)
- Joaquín Díez-Canedo Flores (Editor, traductor y funcionario público)
- Alondra de la Parra (Directora de orquesta)
- Luisa Alcalde (Ex secretaria de Gobernación de México)
- Imanol Ordorika (Académico)
- Juan Becerra Acosta (Periodista, Conductor de TV)
- José Areán (Músico)
- Francisco Barnés
- Lydia Cacho (Periodista y activista)
- Luisa Cantú (Periodista)
- Hugo López-Gatell (Exsubsecretario de Salud).[2]
- Marcia Hiriart (Científica)
- Sergio Alejandro el "Zurdo" Jiménez (Beisbolista)
- Martín del Palacio (Periodista)
- Felipe Leal (Arquitecto)
- Diego Luna (Actor)
- Ana Colchero (Actriz)
- Sergio Sarmiento (Periodista)
- Rodrigo Plá (Cineasta)
- Rodrigo Murray (Actor)
- Alfonso André (Músico)
- Carlos Marcovich (Cineasta)
- Antonio Rosique (Periodista y comentarista deportivo)
- Flavio González Mello (Dramaturgo)
- Ludwika Paleta (Actriz)
- Benny Ibarra (Músico)
- Regina Carrillo (Actriz e influencer)
- Ana Serradilla (Actriz)
- Ana Valeria Becerril (Actriz)
- Susana Alexander (Actriz)
- Gerardo Abraham Márquez Delgadillo (Empresario y Financiero)
- Antonio Helguera Martínez (Caricaturista)
- Gonzalo Rocha (Caricaturista)
- Hernán Larralde Ridaura (Físico)
- Gerardo García Naumis (Físico)
- Leonardo Dagdug Lima (Físico)
- Omar Germenos (Actor)